# توکای سیاه معمولی
توکای سیاه، سیاه‌توکای معمولی یا سیاه‌توکای اوراسیایی (نام علمی: Turdus merula) یا (به انگلیسی: Common blackbird) پرنده‌ای از سردهٔ توکا و بومی اروپا، آسیا و شمال آفریقا است و انسان آن را به مناطق دیگر دنیا مثل استرالیا و نیوزیلند، آمریکای شمالی، پرو، برزیل، آرژانتین، اروگوئه، شیلی و جزایر فالکلند هم وارد کرده است.
چندین زیرگونه از این پرنده در محدودهٔ زیستی گستردهٔ آن زندگی می‌کنند، تعدادی از زیرگونه‌های آسیایی را گاه گونه‌ای مستقل در نظر می‌گیرند. با توجه به عرض جغرافیائی، توکای سیاه ممکن است مقیم، نیمه‌مهاجر یا کاملاً مهاجر باشد.
جنس نر زیرگونهٔ اصلی این پرنده که در بیشتر مناطق اروپا زندگی می‌کند، کاملاً سیاه با حلقهٔ چشمی و منقار نارنجی و آوازی با ملودی غنی است؛ جنس ماده و پرندهٔ نابالغ پوششی به رنگ قهوه‌ای کم‌رنگ دارد. این پرنده در درخت‌زارها و باغ‌ها زندگی می‌کند و لانهای شکیل با نوارهایی از گِل و فنجان‌شکل می‌سازد. توکای سیاه همه‌چیزخوار است و از انواع مختلف حشرات، کرم‌های خاکی، توت‌ها و میوهها تغذیه می‌کند.
هر دو جنس در فصل زادآوری خود قلمروطلبند و از نمایش‌های تهدید مشخصی بهره می‌جویند، اما در هنگام مهاجرت و نواحی زمستان‌گذرانی اجتماع‌دوست‌تر می‌شوند. جفت‌ها در طول سال، در جاهایی‌که هوا به اندازه کافی معتدل باشد، در قلمرو خود باقی می‌مانند. اشاره زیادی به این پرندهٔ پرشمار و متمایز از دیگر پرندگان در آثار ادبی و فرهنگی دیده می‌شود که معمولاً به آواز آن مرتبط می‌باشند.

## نگارخانه

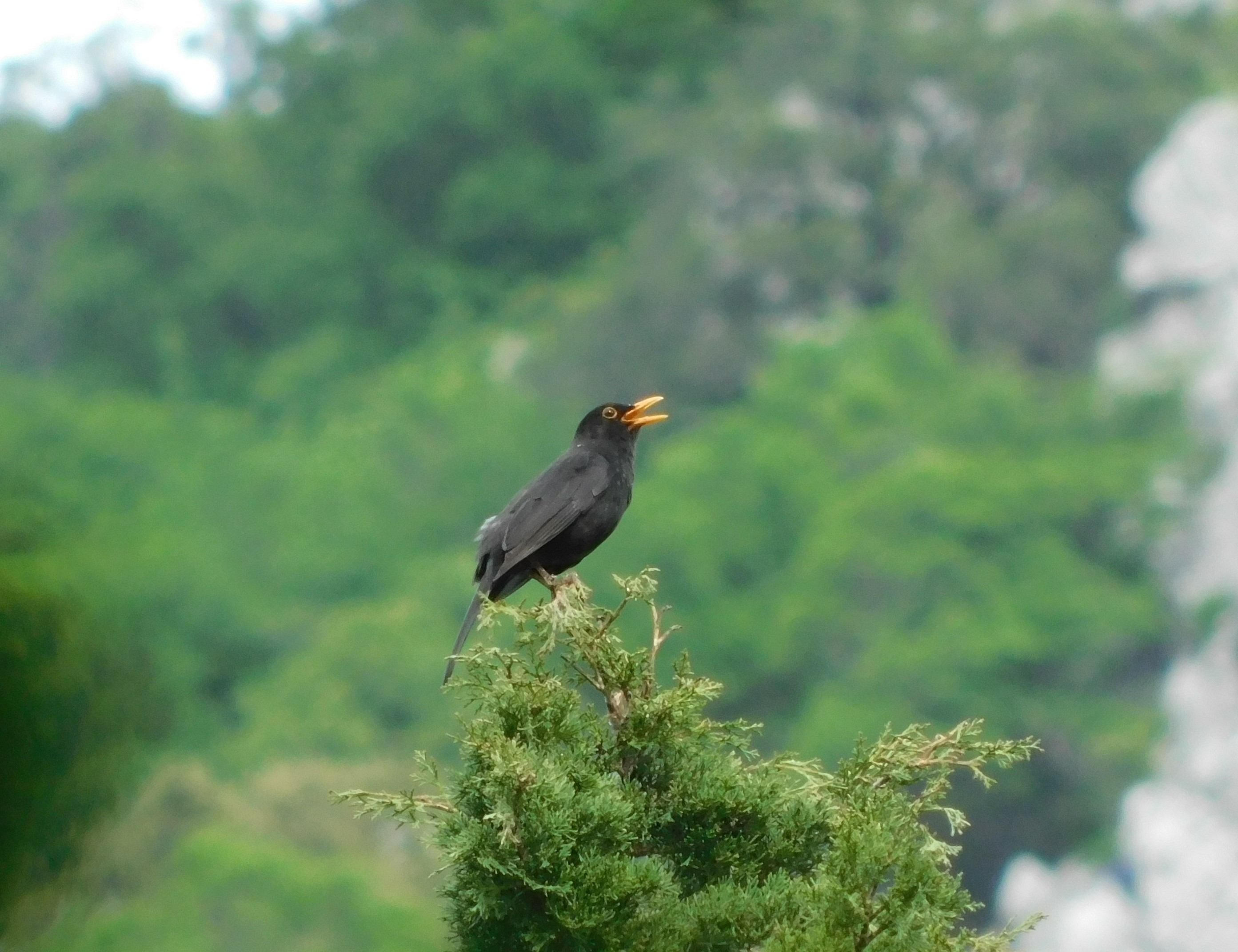
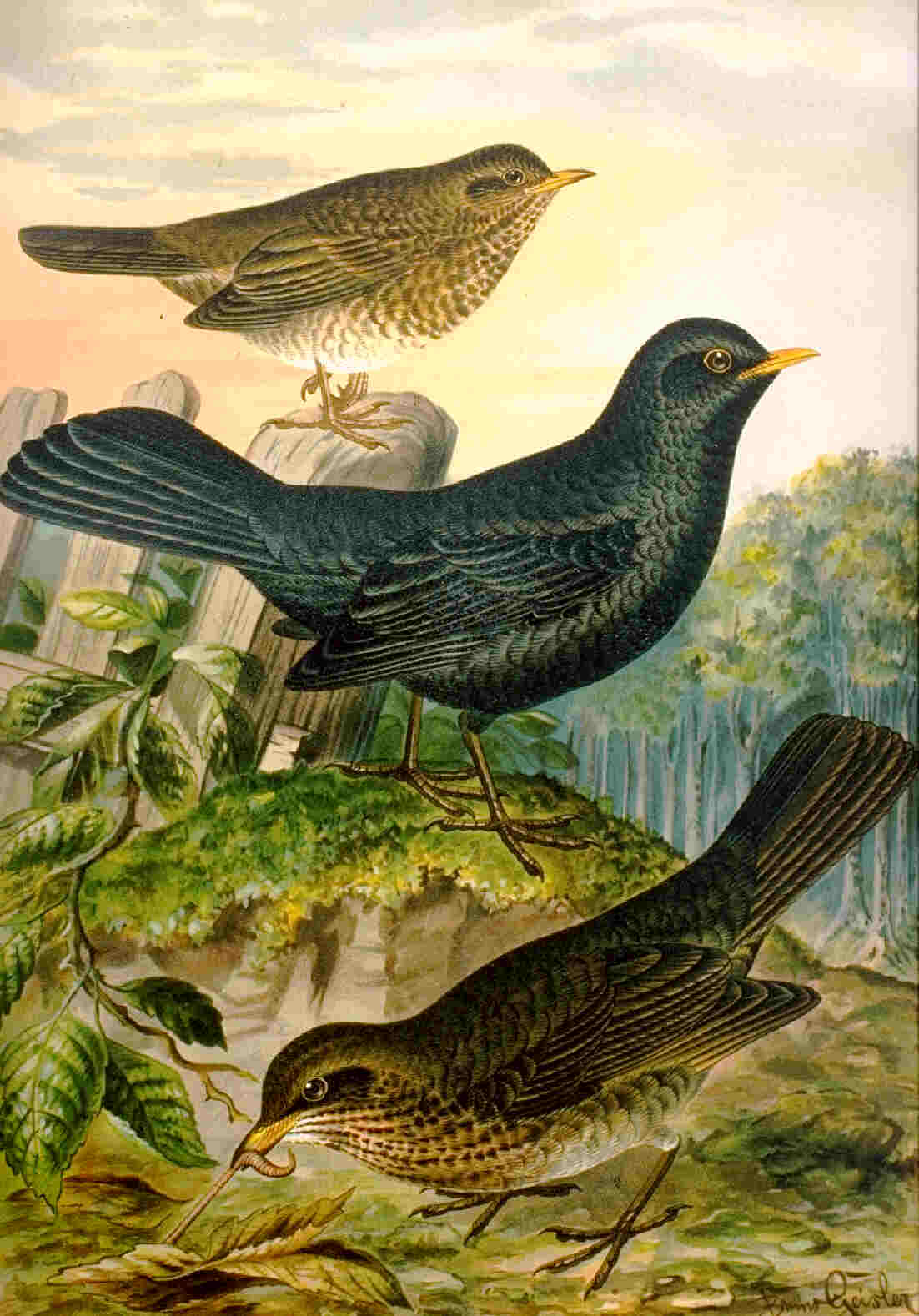
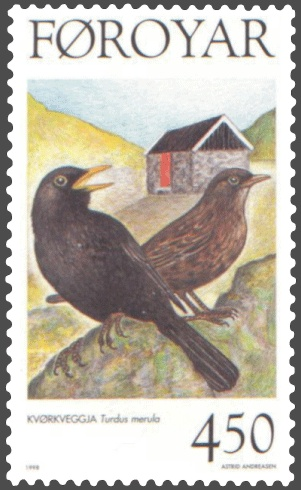
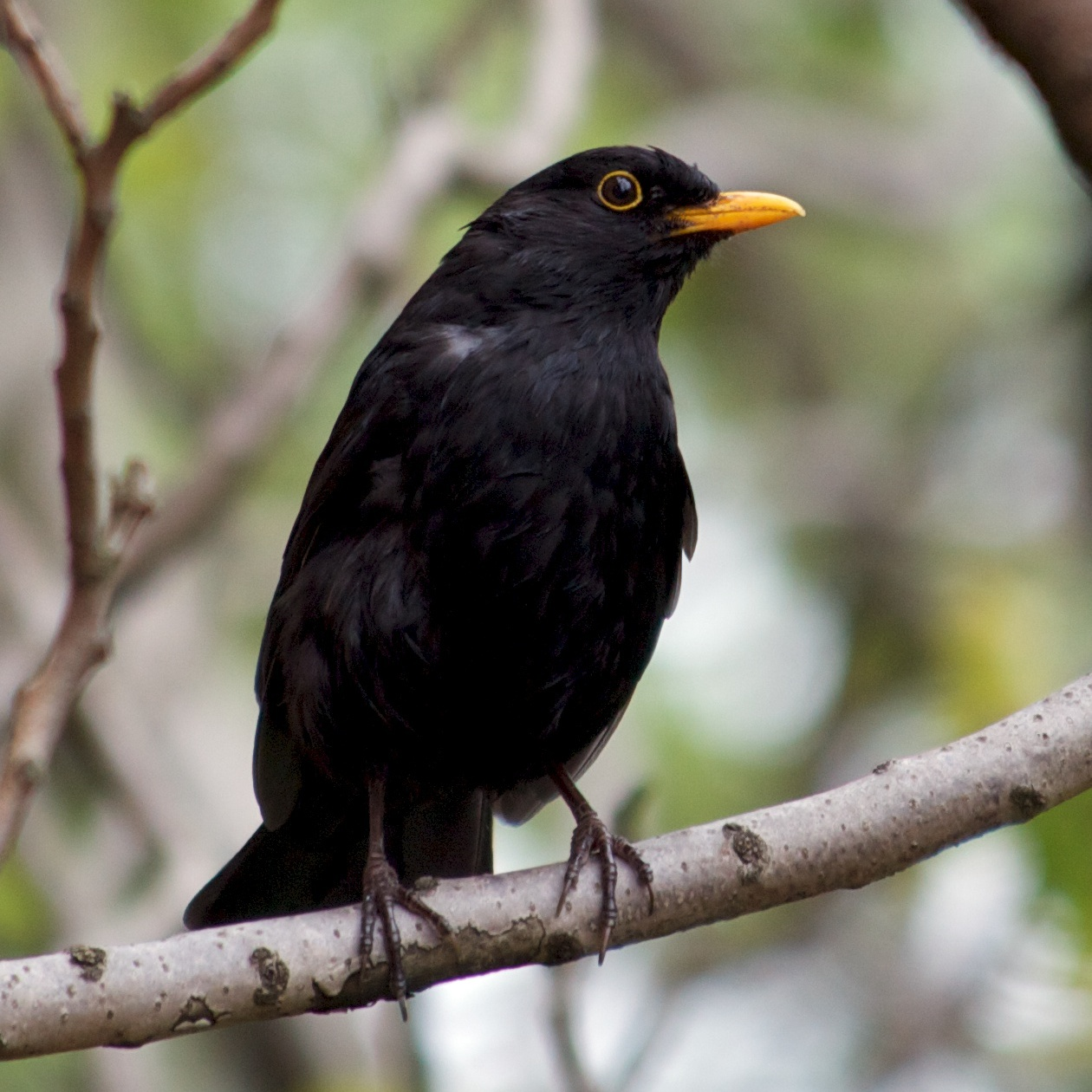
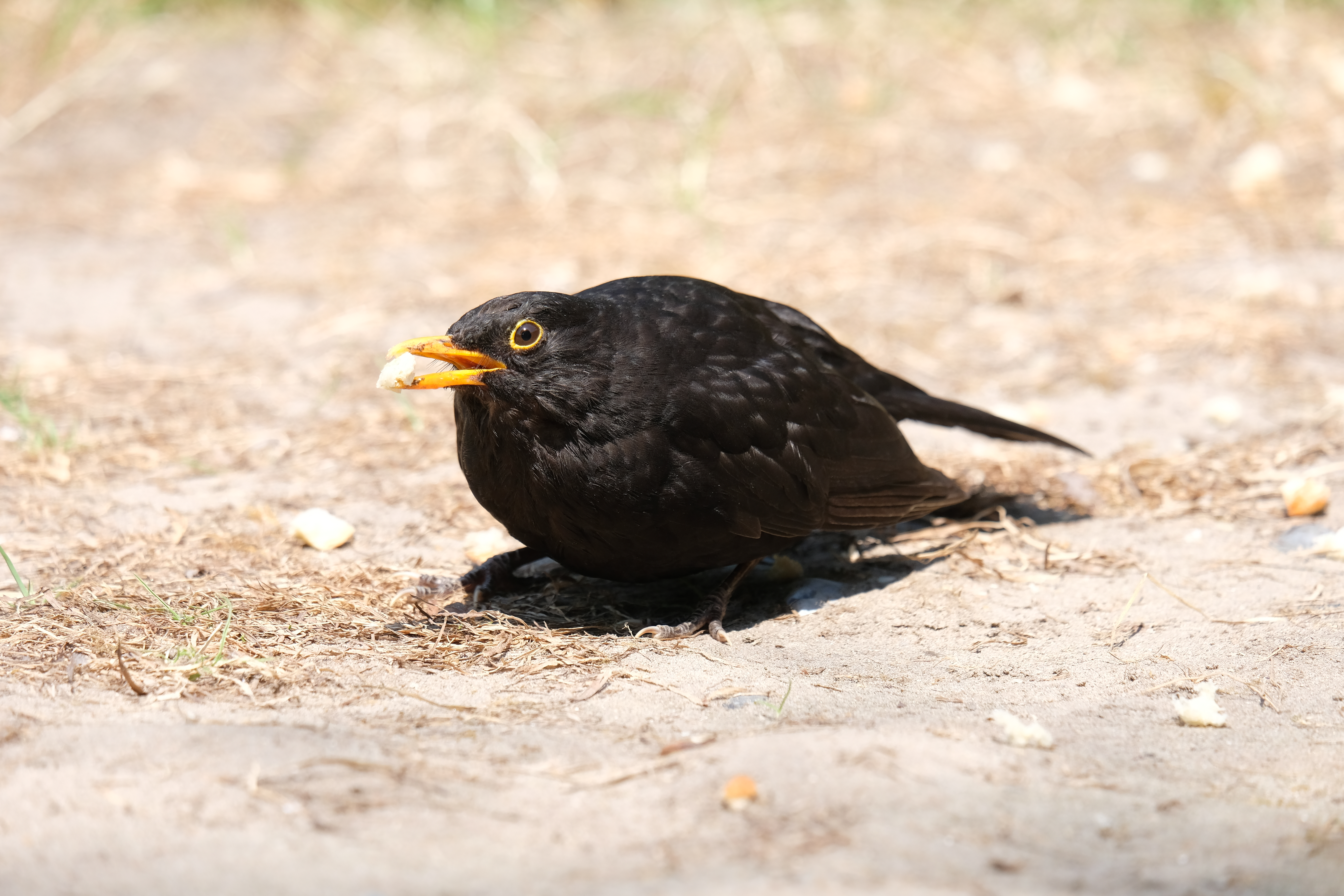
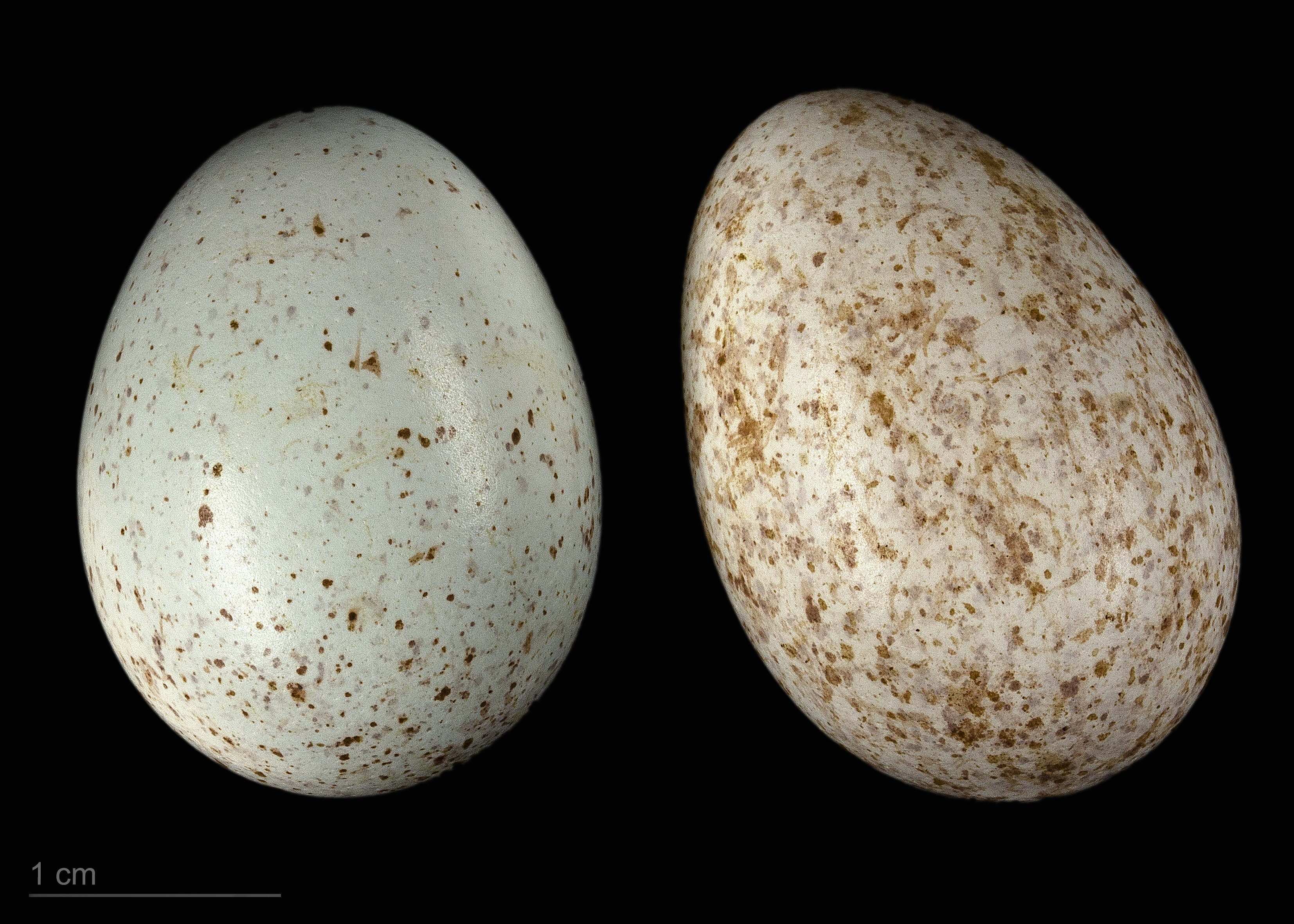
Turdus merula merula